# Герои Социалистического Труда Карелии
В настоящий список включены:

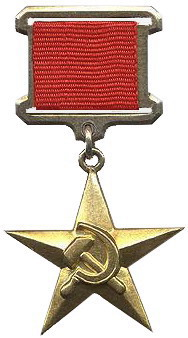
Золотая медаль «Серп и Молот»

- Герои Социалистического Труда, на момент присвоения звания проживавшие на территории Карело-Финской ССР, с 1956 года — Карельской АССР, — 39 человек;
- уроженцы Карелии, удостоенные звания Героя Социалистического Труда в других регионах СССР, — 4 человека;
- Герои Социалистического Труда, прибывшие на постоянное проживание в Карелию, — 1 человек.

Вторая и третья части списка могут быть неполными из-за отсутствия данных о месте рождения и проживания ряда Героев.
В таблицах отображены фамилия, имя и отчество Героев, должность и место работы на момент присвоения звания, дата Указа Президиума Верховного Совета СССР, отрасль народного хозяйства, место рождения/проживания, а также ссылка на биографическую статью на сайте «Герои страны». Формат таблиц предусматривает возможность сортировки по указанным параметрам путём нажатия на стрелку в нужной графе.

## История
Впервые звание Героя Социалистического Труда в Карело-Финской ССР было присвоено Указом Президиума Верховного Совета СССР 5 ноября 1943  года 4 работникам железнодорожного транспорта Г. Я. Авраменко, П. Н. Гарцуеву, Е. И. Меккелеву и И. П. Першукевичу за особые заслуги в обеспечении перевозок для фронта и народного хозяйства и выдающиеся достижения в восстановлении железнодорожного хозяйства в трудных условиях военного времени.
Подавляющее большинство Героев Социалистического Труда в Карелии приходится на работников лесоперерабатывающей промышленности — 16 человек. Сельское хозяйство представляют 8 человек; транспорт — 7; строительство — 3; рыбопромысловую промышленность — 2; машиностроение, промышленность стройматериалов, образование — по 1.

## Лица, удостоенные звания Героя Социалистического Труда в Карелии
| №  | Фамилия, имя, отчество           | Даты жизни              | Деятельность | Дата присвоения | Отрасль            | Место рождения         | ГС        |
| -- | -------------------------------- | ----------------------- | --- | --------------- | ------------------ | ---------------------- | --------- |
| 1  | Авраменко Григорий Яковлевич     | 23.04.1909 — ????       | Начальник головного ремонтно-восстановительного поезда № 20 Кировской железной дороги, Карело-Финская ССР                                                                         | 05.11.1943      | транспорт          | *Киев                  | [ ГС 1 ]  |
| 2  | Антипова Екатерина Семёновна     | 25.12.1921 — 29.09.1987 | Мастер Петрозаводской слюдяной фабрики Министерства промышленности строительных материалов РСФСР, Карельская АССР                                                                 | 28.07.1966      | промстройматериалы | Медвежьегорский район  | [ ГС 2 ]  |
| 3  | Беляков Леонид Иванович          | 09.03.1929 — 25.07.1990 | Машинист бумагоделательной машины Кондопожского целлюлозно-бумажного комбината имени С. М. Кирова Министерства целлюлозно-бумажной промышленности СССР, Карельская АССР           | 15.01.1976      | леспром            | *Тверская область      | [ ГС 3 ]  |
| 4  | Гаврилов Пётр Семёнович          | 10.10.1919 — 29.06.2014 | Мастер леса Пряжинского леспромхоза Карельской АССР | 05.10.1957      | леспром            | Пряжинский район       | [ ГС 4 ]  |
| 5  | Гарцуев Павел Николаевич         | 04.05.1905 — 23.12.1969 | Начальник Кировской железной дороги, гор. Беломорск Карело-Финской ССР | 05.11.1943      | транспорт          | *Санкт-Петербург       | [ ГС 5 ]  |
| 6  | Дубровский Алексей Орестович     | 02.10.1916 — 28.04.2009 | Председатель колхоза имени Тельмана Сортавальского района Карельской АССР | 15.04.1958      | сельхоз            | *Вологодская область   | [ ГС 6 ]  |
| 7  | Егоров Вениамин Васильевич       | 15.01.1933 — 19.02.1983 | Мастер бумагоделательной машины Кондопожского целлюлозно-бумажного комбината Министерства лесной, целлюлозно-бумажной и деревообрабатывающей промышленности СССР, Карельская АССР | 17.09.1966      | леспром            | *Калужская область     | [ ГС 7 ]  |
| 8  | Егоров Иван Филиппович           | 10.09.1911 — 09.08.1979 | Машинист паровозного депо Кемь Кировской железной дороги, Карельская АССР | 01.08.1959      | транспорт          | Беломорский район      | [ ГС 8 ]  |
| 9  | Задесенец Иван Фёдорович         | 10.01.1913 — 28.11.1987 | Директор совхоза имени Зайцева Прионежского района Карельской АССР | 22.03.1966      | сельхоз            | *Херсонская область    | [ ГС 9 ]  |
| 10 | Засекова Анна Петровна           | 21.07.1928 — 02.09.2013 | Доярка совхоза «Ведлозерский» Прионежского района Карельской АССР | 22.02.1966      | сельхоз            | Пряжинский район       | [ ГС 10 ] |
| 11 | Калитин Анатолий Михайлович      | 16.12.1933 — 14.02.2013 | Машинист бумагоделательной машины Сегежского целлюлозно-бумажного комбината Министерства целлюлозно-бумажной промышленности СССР, Карельская АССР                                 | 15.01.1974      | леспром            | Медвежьегорский район  | [ ГС 11 ] |
| 12 | Киосев Владимир Иванович         | 01.10.1919 — 16.11.2006 | Начальник службы пути, зданий и сооружений Кировской железной дороги, Карельская АССР                                                                                             | 01.08.1959      | транспорт          | *Запорожская область   | [ ГС 12 ] |
| 13 | Корхонен Айно-Елизавета Павловна | 07.02.1920 — 05.01.1990 | Доярка совхоза «Салми» Питкярантского района Карельской АССР | 08.04.1971      | сельхоз            | *Ленинградская область | [ ГС 13 ] |
| 14 | Кошкин Фёдор Фёдорович           | 15.04.1927 — 22.11.1993 | Бригадир комплексной бригады Олонецкого леспромхоза Министерства лесной, целлюлозно-бумажной и деревообрабатывающей промышленности СССР, Карельская АССР                          | 22.02.1966      | леспром            | Олонецкий район        | [ ГС 14 ] |
| 15 | Кузьмин Иван Петрович            | 12.04.1927 — 15.07.2002 | Директор школы-интерната № 10 гор. Олонец Карельской АССР | 01.07.1968      | образование        | Олонецкий район        | [ ГС 15 ] |
| 16 | Куйкин Виктор Иванович           | 26.09.1925 — 09.09.1996 | Шофёр Ругозерского леспромхоза Министерства лесной и деревообрабатывающей промышленности СССР, Карельская АССР                                                                    | 07.05.1971      | леспром            | Муезерский район       | [ ГС 16 ] |
| 17 | Лангуев Данил Сергеевич          | 08.02.1925 — 08.02.2014 | Бригадир рыболовецкой бригады Чупинского рыбозавода, Лоухский район Карельской АССР                                                                                               | 13.04.1963      | рыбпром            | Лоухский район         | [ ГС 17 ] |
| 18 | Меккелев Евгений Ильич           | 26.12.1916 — 16.08.1977 | Старший диспетчер военно-эксплуатационного отделения № 2 Карельского фронта | 05.11.1943      | транспорт          | Медвежьегорский район  | [ ГС 18 ] |
| 19 | Михкалёва Евдокия Фёдоровна      | 03.03.1922 — 21.03.2001 | Старшая трубочница Сегежского целлюлозно-бумажного и деревообрабатывающего комбината Карельского совнархоза                                                                       | 07.03.1960      | леспром            | *Вологодская область   | [ ГС 19 ] |
| 20 | Мякяряйнен Нина Андреевна        | 12.05.1929 — 25.12.1996 | Птичница птицефабрики «Петрозаводская» Прионежского района Карельской АССР | 10.03.1976      | сельхоз            | *Ленинградская область | [ ГС 20 ] |
| 21 | Овчинников Алексей Васильевич    | 28.03.1935 — 12.05.2012 | Столяр Сортавальского мебельно-лыжного комбината Министерства лесной и деревообрабатывающей промышленности СССР, Карельская ССР                                                   | 07.05.1971      | леспром            | *Санкт-Петербург       | [ ГС 21 ] |
| 22 | Овчинников Илья Григорьевич      | 29.07.1931 — 05.08.2012 | Бригадир плотников-бетонщиков Промстройтреста Министерства промышленного строительства СССР, гор. Петрозаводск Карельской ССР                                                     | 05.04.1971      | строительство      | *Кировская область     | [ ГС 22 ] |
| 23 | Осташков Юрий Алексеевич         | 10.04.1931 — 24.12.2012 | Капитан среднего рыболовного рефрижераторного траулера «Дуббе» Беломорской базы гослова Министерства рыбного хозяйства СССР, Карельская АССР                                      | 26.04.1971      | рыбпром            | *Санкт-Петербург       | [ ГС 23 ] |
| 24 | Палынский Виктор Исакович        | 29.10.1933 — 27.11.1979 | Вальщик леса Ругозерского леспромхоза Министерства лесной и деревообрабатывающей промышленности СССР, Муезерский район Карельской АССР                                            | 08.01.1974      | леспром            | *Витебская область     | [ ГС 24 ] |
| 25 | Першукевич Иван Петрович         | 12.02.1912 — 25.12.1980 | Паровозный машинист депо Кемь Кировской железной дороги, Карело-Финская АССР | 05.11.1943      | транспорт          | *Брестская область     | [ ГС 25 ] |
| 26 | Петушкова Клавдия Павловна       | 02.01.1929 — 09.12.2005 | Бригадир каменщиков-монтажников строительно-монтажного управления № 2 Петрозаводского жилстройтреста, Карельская АССР                                                             | 11.08.1966      | строительство      | Медвежьегорский район  | [ ГС 26 ] |
| 27 | Саблин Сергей Васильевич         | 15.11.1911 — 23.02.1995 | Бригадир малой комплексной бригады Пряжинского леспромхоза Министерства лесной, целлюлозно-бумажной и деревообрабатывающей промышленности СССР, Карельская АССР                   | 17.09.1966      | леспром            | Пряжинский район       | [ ГС 27 ] |
| 28 | Селищев Василий Иванович         | 19.01.1932 — 17.01.2007 | Вальщик леса Поросозерского леспромхоза Министерства лесной и деревообрабатывающей промышленности СССР, Суоярвский район Карельской АССР                                          | 07.05.1971      | леспром            | *Липецкая область      | [ ГС 28 ] |
| 29 | Сергеенков Олег Алексеевич       | 01.01.1936 — 15.01.2025 | Капитан теплохода «Сормовский-5» Беломорско-Онежского пароходства Министерства речного флота РСФСР, гор. Петрозаводск Карельской АССР                                             | 14.08.1986      | транспорт          | *Псковская область     | [ ГС 29 ] |
| 30 | Тихомиров Николай Александрович  | 1902 — 24.09.1967       | Директор Лахколамбинского леспромхоза Суоярвского района Карельской АССР | 05.10.1957      | леспром            | *Костромская область   | [ ГС 30 ] |
| 31 | Холопов Виктор Михайлович        | 01.03.1910 — 13.01.2007 | Директор Кондопожского целлюлозно-бумажного комбината имени С. М. Кирова Министерства целлюлозно-бумажной промышленности СССР, Карельская АССР                                    | 20.04.1971      | леспром            | *Рязанская область     | [ ГС 31 ] |
| 32 | Хуттунен Иван Матвеевич          | 21.09.1927 — 20.04.2010 | Прессовщик Петрозаводского домостроительного комбината Министерства лесной, целлюлозно-бумажной и деревообрабатывающей промышленности СССР, Карельская АССР                       | 17.09.1966      | леспром            | *Ленинградская область | [ ГС 32 ] |
| 33 | Чайкин Иван Васильевич           | 27.01.1916 — 31.05.1993 | Бригадир совхоза «Олонецкий» Олонецкого района Карельской АССР | 23.06.1966      | сельхоз            | Олонецкий район        | [ ГС 33 ] |
| 34 | Чаккиев Иван Максимович          | 11.04.1918 — 21.09.1961 | Бригадир тракторной бригады Паданского леспромхоза Медвежьегорского района Карельской АССР                                                                                        | 05.10.1957      | леспром            | Медвежьегорский район  | [ ГС 34 ] |
| 35 | Чехонин Павел Михайлович         | 10.09.1914 — 02.03.1996 | Фрезеровщик Онежского тракторного завода Министерства тракторного и сельскохозяйственного машиностроения СССР, гор. Петрозаводск Карельской АССР                                  | 22.02.1966      | машиностроение     | Петрозаводск           | [ ГС 35 ] |
| 36 | Шаколин Александр Данилович      | 03.01.1920 — 25.11.1994 | Тракторист совхоза «Сортавальский», гор. Сортавала Карельской АССР | 11.12.1973      | сельхоз            | *Гомельская область    | [ ГС 36 ] |
| 37 | Юдин Яков Иванович               | 27.10.1880 — 05.11.1954 | Старший конюх колхоза «Заря Севера» Беломорского района Карело-Финской ССР | 30.07.1949      | сельхоз            | Калевальский район     | [ ГС 37 ] |
| 38 | Яковлев Фёдор Матвеевич          | 05.02.1920 — 11.11.1975 | Бригадир штукатуров специализированного строительного управления городского и сельского строительства при Совете Министров Карельской АССР, гор. Петрозаводск                     | 09.08.1958      | строительство      | Пряжинский район       | [ ГС 38 ] |
| 39 | Ярви Эуген Матвеевич             | 10.12.1917 — 14.10.1994 | Моторист электропилы Надвоицкого леспромхоза Сегежского района Карельской АССР | 05.10.1957      | леспром            | *США                   | [ ГС 39 ] |

## Уроженцы Карелии, удостоенные звания Героя Социалистического Труда в других регионах СССР
| № | Фамилия, имя, отчество   | Даты жизни              | Деятельность | Дата присвоения | Отрасль        | Место рождения    | ГС       |
| - | ------------------------ | ----------------------- | --- | --------------- | -------------- | ----------------- | -------- |
| 1 | Белый Иван Михайлович    | 22.06.1922 — 04.11.2004 | Регулировщик радиоаппаратуры опытного завода Научно-исследовательского института № 37 Министерства радиопромышленности СССР, гор. Москва               | 29.07.1966      | радиопром      | Беломорский район | [ ГС 1 ] |
| 2 | Вдовицын Сергей Павлович | 1919 — ????             | Бригадир монтажников мостоотряда № 5 Министерства транспортного строительства СССР, Красноярский край                                                  | 14.08.1962      | строительство  |                   | [ ГС 2 ] |
| 3 | Долгуничев Юрий Иванович | 31.07.1926 — 2006       | Токарь Ленинградского завода точных электромеханических приборов Министерства авиационной промышленности СССР                                          | 26.04.1971      | машиностроение | Кемский район     | [ ГС 3 ] |
| 4 | Харитонов Иван Петрович  | 24.09.1924 — 26.08.1973 | Слесарь-монтажник Северного машиностроительного предприятия Министерства судостроительной промышленности СССР, гор. Северодвинск Архангельской области | 25.07.1966      | машиностроение | Прионежский район | [ ГС 4 ] |

## Герои Социалистического Труда, прибывшие в Карелию на постоянное проживание из других регионов
| № | Фамилия, имя, отчество    | Даты жизни              | Деятельность                                                                         | Дата присвоения | Отрасль | Место проживания | ГС       |
| - | ------------------------- | ----------------------- | ------------------------------------------------------------------------------------ | --------------- | ------- | ---------------- | -------- |
| 1 | Маклаков Андрей Яковлевич | 17.10.1906 — 29.07.1976 | Капитан рыболовного траулера «Треска» Управления тралового флота, Мурманская область | 13.04.1963      | рыбпром | Петрозаводск     | [ ГС 1 ] |